# Velinka
Velinka je žensko osebno ime.

## Izvor imena
Ime Velinka je ženskega oblika moškega osebnega imena Velimir.

## Pogostost imena
Po podatkih Statističnega urada Republike Slovenije je bilo na dan 31. decembra 2007 v Sloveniji število ženskih oseb z imenom Velinka: 79.

## Osebni praznik
Osebe z imenom Velinka lahko godujejo takrat kot Velimir.